# Completo (gastronomia)
Il completo è una variante cilena dell'hot dog.

## Storia
Il completo fu preparato per la prima volta negli anni venti del Novecento presso il Quick Lunch Bahamondes nelle fuentes de soda, nel centro di Santiago. Il suo inventore, ovvero il proprietario del ristorante Eduardo Bahamondes, si era precedentemente recato negli USA per lavoro, e là aveva scoperto la ricetta dell'hot dog, un piatto che era stato fino a quel momento sconosciuto in Cile.
Viene anche chiamato completo italiano per via dei colori che ricordano quelli della bandiera italiana.

## Caratteristiche
Il completo è un panino con pomodori a pezzetti, avocado, maionese, crauti, salsa americana, pepe ají e salsa verde. A volte, il completo è due volte più grande della sua controparte statunitense. Esistono diverse varianti del panino cileno.